# فرنسيس كابوت
فرنسيس كابوت (بالإنجليزية: Francis Cabot)‏ هو بستاني أمريكي، ولد في 6 أغسطس 1925 في نيويورك في الولايات المتحدة، وتوفي في 19 نوفمبر 2011 في مالبي في كندا.